# Supergrup de l'arctita
El supergrup de l'arctita és un grup de minerals. Consisteix en antiperovskites intercalades que cristal·litzen en el sistema hexagonal.
El grup es va establir oficialment en febrer del 2020, i originalment incloïa dos grups de silicats: el grup de la nabimusaïta (amb mòduls antiperovskites de triple capa) i el grup de la zadovita (amb mòduls antiperovskites d’una sola capa), a més de l'arctita i l'aravaïta com a fosfats no agrupats. Des de la reestructuració de l'any 2021, proposada pel mateix Galuskin, el grup de la nabimusaïta va ser reanomenat a grup de l'arctita, passant a incloure també aquesta espècie. En el mes de juny de 2024 va ser afegida al supergrup la krügerita, el darrer mineral en formar-ne part.

## Grup de l'arctita
El grup de l'arctita està format per quatre espècies. Dues d'aquestes espècies són fosfats: l'arctita i l'ariegilatita, i altres dues silicats: la dargaïta i la nabimusaïta.
| Espècie      | Fórmula                |
| ------------ | ---------------------- |
| Arctita      | Na₂Ca₄(PO₄)₃F          |
| Ariegilatita | BaCa₁₂(SiO₄)₄(PO₄)₂F2O |
| Dargaïta     | BaCa₁₂(SiO₄)₄(PO₄)₂O₃  |
| Nabimusaïta  | KCa₁₂(SiO₄)₄(PO₄)₂F2O  |

## Grup de la zadovita
El grup de la zadovita està format per quatre espècies. L'aradita és l'únic fosfat del grup, mentre que els altres tres són silicats: gazeevita, stracherita i zadovita.
| Espècie     | Fórmula                    |
| ----------- | -------------------------- |
| Aradita     | BaCa₆[(SiO₄)₄(VO₄)](VO₄)₂F |
| Gazeevita   | BaCa₆(SiO₄)₂(SO₄)20        |
| Stracherita | BaCa₆(SiO₄)₂[(VO₄)(CO₃)]₂F |
| Zadovita    | BaCa₆[(SiO₄)₄(PO₄)](PO₄)₂F |

## Altres membres no agrupats
Hi ha dues espècies que no es troben a cap dels dos anteriors grups: l'aravaïta i la krügerita, totes dues fosfats.
| Espècie   | Fórmula                      |
| --------- | ---------------------------- |
| Aravaïta  | Ba₂Ca18(SiO₄)₆(PO₄)₃(CO₃)F₃O |
| Krügerita | BaCa₆(SiO₄)₂[(P0.5S0.5)O₄]₂F |

Aquestes tres espècies són molt rares i han estat descrites en uns pocs jaciments d'arreu del planeta: a Israel (que és on es troba la localitat tipus de l'aravaïta i la krügerita), i a Rússia, on va ser descoberta l'arctita.